# Ingrid Scheffer

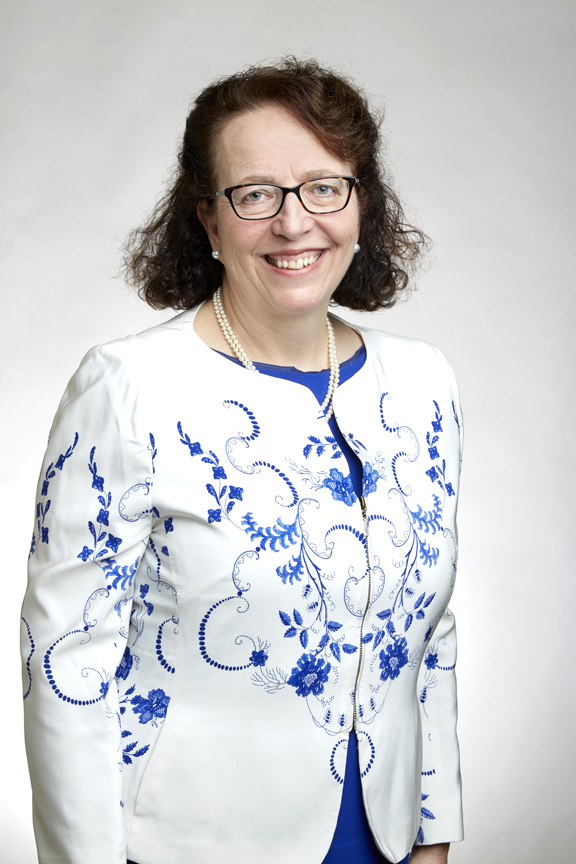
Ingrid Scheffer

Ingrid Scheffer (* 21. Dezember 1958 in Melbourne) ist eine australische Pädiaterin und Neurologin, die als weltweit führende Forscherin auf dem Gebiet der Epilepsie-Genetik und Epileptologie gilt. Gemeinsam mit Samuel Berkovic entdeckte sie erstmals genetische Ursachen für Epilepsien, beschrieb mehrere neue Epilepsie-Syndrome und leitete die erste umfassende Neufassung der Epilepsie-Klassifikation seit drei Jahrzehnten.

## Leben
Scheffer verlor im Alter von 13 Jahren ihren Vater und half danach bei der Betreuung ihres älteren Bruders mit geistiger Behinderung. Sie studierte Medizin an der Monash University und spezialisierte sich später auf Pädiatrie. Anschließend durchlief sie eine Weiterbildung in pädiatrischer Neurologie am Great Ormond Street Hospital in London. 1991 begann sie ihre Promotion über Epilepsie-Genetik unter Samuel Berkovic an der University of Melbourne. Scheffer arbeitet derzeit am Austin Hospital, am Royal Children’s Hospital, an der University of Melbourne und am Florey Institute of Neuroscience and Mental Health.
Scheffer ist verheiratet und hat zwei Söhne, von denen einer ebenfalls Medizin studierte.

## Wirken
Gemeinsam mit Samuel Berkovic gelang Scheffer 1995 der erstmalige Nachweis einer genetischen Mutation, die nächtliche Krampfanfälle verursacht. In den folgenden Jahrzehnten identifizierten sie weitere zahlreiche Gene, die an Epilepsien beteiligt sind. Ihre Forschung führte zu verbesserten diagnostischen Methoden, präziserer genetischer Beratung und zielgerichteter Therapiemöglichkeiten bei verschiedenen Epilepsieformen.
Scheffer beschrieb mehrere neue Epilepsie-Syndrome und führte 2017 federführend die erste große Neustrukturierung der Epilepsie-Klassifikation seit 30 Jahren für die International League Against Epilepsy (ILAE) durch. Überdies wies sie in Zusammenarbeit mit Kollegen erstmals die Wirksamkeit von Cannabidiol bei bestimmten Formen der Epilepsie nach.
Darüber hinaus erforscht sie genetische Zusammenhänge mit Autismus-Spektrum-Störungen, Sprachstörungen, geistigen Behinderungen und kortikalen Fehlbildungen. Scheffer trug entscheidend zur Klärung des Zusammenhangs zwischen Impfungen und vermeintlich ausgelösten schweren Epilepsieformen bei, insbesondere beim Dravet-Syndrom.
Scheffer erhielt zahlreiche Auszeichnungen, darunter 2012 den UNESCO-L’Oréal-Preis, 2014 den australischen Prime Minister’s Prize for Science und im selben Jahr den Order of Australia. Sie ist Fellow der Australian Academy of Science, Gründungsmitglied und war erste Vizepräsidentin der Australian Academy of Health and Medical Sciences. 2018 wurde sie Fellow der Royal Society.